# Cézens
Cézens – miejscowość i gmina we Francji, w regionie Owernia-Rodan-Alpy, w departamencie Cantal.
Według danych na rok 2018 gminę zamieszkiwały 220 osób, a gęstość zaludnienia wynosiła 7 os./km² (wśród 1310 gmin Owernii Cézens plasuje się na 524. miejscu pod względem liczby ludności, natomiast pod względem powierzchni na miejscu 169.).

## Demografia
Ludność według grup wiekowych: 
| Rok/Wiek  | 2007 | %    | 2012 | %    | 2017 | %    |
| --------- | ---- | ---- | ---- | ---- | ---- | ---- |
| 0–14 lat  | 40   | 15,4 | 33   | 14,7 | 23   | 10,6 |
| 15–29 lat | 33   | 12,7 | 34   | 15,1 | 31   | 14,2 |
| 30–44 lat | 53   | 20,4 | 35   | 15,6 | 25   | 11,5 |
| 45–59 lat | 56   | 21,5 | 51   | 22,7 | 51   | 23,4 |
| 60–74 lat | 49   | 18,8 | 50   | 22,2 | 58   | 26,6 |
| 75+ lat   | 29   | 11,2 | 22   | 9,8  | 30   | 13,8 |

Ludność historyczna:
| Rok                       | 1982 | 1990 | 1999 | 2007 | 2012 | 2017 | 2018 |
| ------------------------- | ---- | ---- | ---- | ---- | ---- | ---- | ---- |
| Ludność                   | 374  | 332  | 261  | 260  | 225  | 218  | 220  |
| Średnia gęstość (os./km²) | 11,8 | 10,4 | 8,2  | 8,2  | 7,1  | 6,9  | 7    |

## Znane osoby urodzone w Cézens
- Bernard Conte (1931-1995), znany francuski malarz[2]